# Dominique Labauvie
 (novembre 2014).
Si vous disposez d'ouvrages ou d'articles de référence ou si vous connaissez des sites web de qualité traitant du thème abordé ici, merci de compléter l'article en donnant les références utiles à sa vérifiabilité et en les liant à la section « Notes et références ».
Dominique Labauvie, pseudonyme de Dominique Schneider, né à Strasbourg le 15 mars 1948, est un sculpteur français.

## Biographie
En quittant Strasbourg en 1969 et ses professeurs en histoire de l'art, Louis Grodecki et Roland Recht, Dominique Labauvie poursuit sa formation de sculpteur à Paris dans l'atelier d'Étienne Martin et comme assistant d'Helen Phillips.
Il entre en 1985 à la galerie Bernard Jordan grâce à l'introduction d'Anne Tronche, et reçoit la bourse de la Villa Médicis hors les murs pour l'Allemagne.
Il entre en 1986 à la galerie Maeght, chez qui il reste une quinzaine d'années. Il multiplie les expositions personnelles et collectives, les participations aux foires d'art et les commandes publiques.
En 1997, il réalise une commande monumentale pour la Ville de Paris, Horizons suspendus, érigée sur le quai de la Seine dans le 19e arrondissement.
Dominique Labauvie reçoit le prix de l'Adolph and Esther Gottlieb Foundation (en) à New York en 2009, et le Tampa Museum of Art (en) lui organise en 2010 une exposition personnelle intitulée « Lignes musicales dans ma main ».